# Born Yesterday (1950)
Born Yesterday is een Amerikaanse film uit 1950 van George Cukor met in de hoofdrollen Judy Holliday, Broderick Crawford en William Holden.
De film is gebaseerd op het gelijknamige toneelstuk uit 1946 van Garson Kanin en is een zwarte komedie over corruptie in Washington D.C.
Born Yesterday was zeer succesvol in de bioscoop en bracht ruim 4 miljoen dollar op in de Verenigde Staten. Judy Holliday kreeg zowel een Golden Globe als een Oscar voor Beste Actrice voor haar rol van Billie Dawn.

## Verhaal
De rijke, maar corrupte, zakenman Harry Brock en zijn maîtresse Billie Dawn komen aan in Washington D.C. Harry is van plan een aantal politici om te kopen, maar wordt daarbij gehinderd door het ongepolijste gedrag van Billie, een voormalige revuedanseres. Hij overweegt het meisje af te voeren, maar wordt daarbij teruggefloten door zijn al even corrupte advocaat Jim Devery. Om de belasting te misleiden heeft Brock zijn zakelijke bezittingen op naam van Billie laten zetten, dus kan hij niet zomaar van het meisje af. Devery stelt voor om iemand in te huren om de ruwe kantjes van Billies gedrag bij te slijpen en haar vervolgens snel te trouwen. Een vrouw mag namelijk niet tegen haar man getuigen en dus is Brock na de bruiloft tamelijk veilig. Gelijk huurt Brock de journalist Paul Verrall in. Verrall, die al tijden bezig is om meer over de twijfelachtige achtergrond van Brock te vinden, accepteert het aanbod. Hij hoopt via Billie meer aan de weet te komen. Paul bombardeert het meisje met boeken en tot zijn verbazing blijkt Billie een snelle leerling. Ze is diep onder de indruk van Pauls lessen over de Amerikaanse geschiedenis. Ook Paul is diep onder de indruk maar dan van Billies enthousiasme en oprechtheid. De ogen van Billie worden geopend als ze meer te horen krijgt over Harry's zakelijke streken. Als Harry haar vervolgens vraagt om wat zakelijke papieren te tekenen, normaal een formaliteit, weigert ze. Ze vraagt tijd om alles door te lezen en de getergde Harry wordt hier zo boos over dat hij haar slaat. Een huilende Billie verlaat het appartement en rent naar Paul. Samen weten ze de volgende morgen een aantal compromitterende papieren uit Harry's appartement te stelen. Als Harry Billie vervolgens ten huwelijk vraagt, wijst ze hem af. Ook dreigt ze te onthullen met welke dubieuze zaken Harry zich bezighoudt door de gestolen papieren openbaar te maken. De totaal onthutste Harry grijpt terug naar zijn favoriete wapen en wil Paul en Billie omkopen. Billie stelt echter voor dat ze ieder jaar een bedrijf weer op Harry's naam zal zetten op voorwaarde dat hij haar voortaan met rust laat. Harry geeft toe en Billie en Paul verlaten zijn huis met het voornemen snel te gaan trouwen.

## Rolverdeling
| Acteur             | Personage                |
| ------------------ | ------------------------ |
| Judy Holliday      | Billie Dawn              |
| Broderick Crawford | Harry Brock              |
| William Holden     | Paul Verrall             |
| Howard St. John    | Jim Devery               |
| Frank Otto         | Eddie                    |
| Larry Oliver       | Congreslid Norval Hedges |
| Barbara Brown      | Mevrouw Hedges           |
| Grandon Rhodes     | Sanborn                  |
| Claire Carleton    | Helen                    |

## Achtergrond

### Voorgeschiedenis
Op 4 februari 1946 ging in het Lyceum Theatre op Broadway het toneelstuk Born Yesterday van Garson Kanin in première. Het stuk was een instant succes en in totaal werden er 1642 voorstellingen gespeeld. Actrice Judy Holliday werd geprezen voor haar vertolking van Billie Dawn. In zijn autobiografie schrijft Kanin dat hij de rol van de schurk, de zakenman Harry Brock, had gebaseerd op de studiobaas Harry Cohn van Columbia Pictures en dat hij Cohn totaal niet mocht. Tegen vrienden zei hij dat hij de filmrechten nooit aan Cohn zou verkopen, ook al bood de studiobaas hem een miljoen dollar. Volgens Kanin (in zijn autobiografie) had Cohn dit gerucht vernomen en zette hij alles op alles om de rechten te verwerven. In 1950 toen Cohn een filmscenario zocht voor zijn ster Rita Hayworth bood hij Kanin inderdaad een miljoen dollar voor de filmrechten. Of Cohn inderdaad een miljoen bood omdat hij de uitspraak van Kanin had gehoord blijft in het midden. Wel was het voor 1950 een gigantisch bedrag voor filmrechten. Wat betreft Rita Hayworth had Cohn echter zijn geld beter kunnen besteden. Hayworth was totaal niet geïnteresseerd in de rol van Billie Dawn en trad kort daarop in het huwelijk met prins Aly Khan. Cohn moest nu op zoek naar een nieuwe ster voor de hoofdrol.

### Scenario
Het omzetten van het toneelstuk naar een filmscenario was nog een hele klus. Wat op Broadway geen enkel probleem was, zoals suggestieve uitspraken of enigszins pikante scènes, werd door de censuur in Hollywood niet geaccepteerd. Sinds enige seksschandalen in Hollywood halverwege de jaren twintig legde de filmindustrie zichzelf een vrijwillige censuur op. Uit angst dat het publiek uit de bioscopen zou wegblijven vanwege onderwerpen als seks, drugs of abortus werd de Hays- of productiecode in het leven geroepen. In films mochten echtparen niet in hetzelfde bed slapen (er stond altijd een nachtkastje tussen) en niet getrouwde stellen mochten al helemaal niet met elkaar in bed gezien worden. Abortus, drugs of zelfs woorden als 'condoom' of 'verkrachting' waren verboden. Het toneelstuk Born Yesterday was geschreven voor een volwassen publiek en daar had niemand moeite mee, maar bij de omzetting van de tekst naar een filmscenario mocht er helemaal niets meer. Het was bijvoorbeeld niet mogelijk dat een acteur de volgende tekst uitspraak: "I love that broad" (I hou van dat mokkel). Zelfs het woord 'broad' (mokkel) gaf al problemen. In het stuk zijn Billie en Harry niet getrouwd maar leven toch samen. Dat was voor de Hollywoodcensuur onmogelijk. Als ze niet getrouwd waren, mochten ze ook niet samenleven. Mannheimer kreeg veel hulp van Kanin om dit soort situaties om te werken. Zo ging Billie nooit door de voordeur naar binnen bij het appartement van Harry, maar kwam ze stiekem door de achterdeur, zoals in een Franse klucht. Elke suggestie dat Billie met Paul het bed in dook moest door de censors uit de film worden gehaald. Ook mocht Cukor onder geen voorwaarde Judy Holliday filmen met een jurk waarvan iets te zien was van niet door textiel bedekte borsten. De tekst die Judy Hollday als Bille uitsprak, "Are you one of those talkers, or would you be interested in a little action?" (Kun je alleen maar praten of ben je ook geïnteresseerd in een beetje actie?), werd gezien als een te expliciete seksuele uitspraak. Cukor hield echter vast aan deze tekst en uiteindelijk werd er niet in de scène gesneden.

### Acteurs
Nadat Rita Hayworth had bedankt voor de rol van Billie Dawn en vertrok met haar prins Ali Khan, moest Cukor op zoek naar een nieuwe hoofdrolspeelster. Onder geen voorwaarde wilde hij de ster van de Broadwayproductie, Judy Holliday, selecteren. Een stoet van actrices deden audities, Celeste Holm, Marie McDonald, Evelyn Keyes, Paulette Goddard, en Ida Lupino. Aanvankelijk had Kanin de rol van Billie geschreven met Jean Arthur voor ogen. Maar Arthur stapte uit de Broadwayproductie voordat het stuk in première ging. Cohn dacht erover haar te kiezen, maar zag er uiteindelijk van af. Een poging om Lana Turner te lenen van MGM mislukte, evenals de poging om hetzelfde te doen met Gloria Grahame bij RKO. Garson Kanin deed nog een interessante suggestie. Hij beschikte over een test uit 1948 van Marilyn Monroe voor de rol van Billie. Volgens verschillende bronnen was het een uitstekende test, maar Cohn nam niet eens de moeite om naar de projectiekamer te komen en de test te bekijken. Intussen waren verschillende vrienden van Judy Holliday bezig haar te promoten voor de rol. Katharine Hepburn, die samen met Spencer Tracy en Holliday had gespeeld in de komedie Adam's Rib uit 1949, liet zogenaamd uitlekken dat Holliday haar volkomen had weggespeeld. Cohn raakte geïnteresseerd, helemaal toen zijn vrouw, Ruth Gordon, hem wees op de komische talenten van Holliday in Adam's Rib. Gordon was op haar beurt hierover ingeseind door Garson Kanin. Cohn raakte overtuigd van Hollidays talent toen Adam's Rib werd geprezen in de pers en Holliday werd genoemd als een groot talent. Overigens was Holliday aanvankelijk niet zo geïnteresseerd in de rol, maar Kanin en Cohn wisten haar te overtuigen. Ze moest het doen zonder haar tegenspeler uit de Broadwayproductie, Paul Douglas. Cohn wilde hem graag inhuren, maar Douglas vond dat zijn rol in de filmversie te klein was geworden en weigerde.

### Productie
George Cukor wilde graag dat Born Yesterday goed ingespeeld was voordat de opnamen begonnen. Hij repeteerde in een speciaal gebouwd theatertje van 300 plaatsen dat was gebouwd in een van de studio's. Daar repeteerden de acteurs twee weken lang voor een studiopubliek. Alle grappen werden uitgewerkt voor een live publiek om Cukor een idee te geven wat wel en wat niet werkte. Vervolgens werd de film tussen 15 juni en 12 augustus opgenomen in de studio en op diverse locaties in Washington, zoals het Jefferson Memorial, de Library of Congress, de National Gallery en het Capitool.

## Prijzen en nominaties
Judy Holliday kreeg een Oscar en een Golden Globe in de categorie Beste actrice. Verder waren er Oscarnominaties voor Beste kostuumontwerpen, Beste regie, Beste film, Beste scenario. Voor de Golden Globe waren er de volgende nominaties, Beste film en Beste regisseur.

## Nieuwe versie
In 1993 werd door Luis Mandoki een nieuwe versie gemaakt onder dezelfde titel met Melanie Griffith, John Goodman en Don Johnson.